# LIFE+

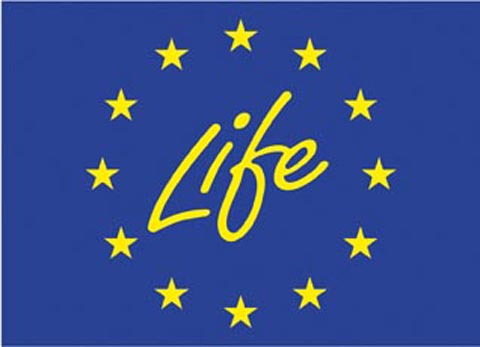
Logo

LIFE+ (französisch L’Instrument Financier pour l’Environnement ‚Das Finanzierungsinstrument für die Umwelt‘) ist ein Förderprogramm der Europäischen Union zur Unterstützung von Projekten im Umwelt- und Naturschutz.
LIFE+ ist für den Zeitraum von 2007 bis 2013 mit Haushaltsmitteln in Höhe von insgesamt 2,1 Milliarden Euro ausgestattet. 78 % der Mittel sind für projektmaßnahmenbezogene Zuschüsse vorbehalten. Die verbleibenden 22 % können für andere Ausgaben der Generaldirektion Umwelt, einschließlich Studien, Funktionszuschüssen usw. verwendet werden.
Der erste Aufruf zur Einreichung von Projektanträgen wurde im September 2007 veröffentlicht. Teilnahmeberechtigt sind öffentliche und private Stellen und Einrichtungen, wie z. B. nationale, regionale und lokale Behörden, internationale Organisationen, Unternehmen und Nichtregierungsorganisationen.
Einer der Schwerpunkte von LIFE+ liegt auf der Finanzierung des EU-weiten Schutzgebietssystems Natura 2000. Entsprechend sind 50 % der projektmaßnahmenbezogenen Zuschüsse für Maßnahmen in den Bereichen Natur und Biologische Vielfalt reserviert (LIFE+ „Natur und Biologische Vielfalt“).
Weitere Programmschwerpunkte sind die Unterstützung der Entwicklung innovativer und integrierter Umwelttechniken (LIFE+ „Umweltpolitik und Verwaltung“) sowie von Informationskampagnen zu EU-relevanten Umwelt- und Naturschutzthemen (LIFE+ „Information und Kommunikation“).
Wie bei den Vorgängerprogrammen LIFE I–III (1992–2006) obliegen Auswahl und Verwaltung der Projekte weiterhin der Europäischen Kommission. Anders als bisher ist jedoch eine indikative Verteilung der Projektzuschüsse auf die 27 EU-Mitgliedstaaten festgelegt. Ab 2008 können die Mitgliedstaaten die Projektauswahl auch über die Festlegung nationaler Prioritäten beeinflussen.

## Beispielprojekte
- Renaturierung der Flusstalmoore der Recknitz und der mittleren Trebel (Mecklenburg-Vorpommern) (PDF) – Projektangaben im Steckbrief zur WRRL-Umsetzung (288 kB)
- Naturraumsanierung Galenbecker See (Mecklenburg-Vorpommern) mit Bericht (PDF)
- Moore und Große Rohrdommel an der oberen Havel (Mecklenburg-Vorpommern) im Bereich des Zotzensees